# Up Romance Road
Up Romance Road er en amerikansk stumfilm fra 1918 af Henry King.

## Medvirkende
- William Russell as Gregory Thorne
- Charlotte Burton as Marta Millbanke
- John Burton as Samuel Thorne
- Joseph Belmont  as Thomas Millbanke
- Carl Stockdale as Hilgar Eckstrom